# أشكفت السفلي غلال (تشين)
أشکفت السفلی غلال (بالفارسية: اشکفت سفلی گلال) هي قرية تقع في إيران في قسم تشین الريفي.